# Škotsko visinsko govedo
Škotsko visinsko govedo pasmina je domaćih goveda. 
Podrijetlom je iz Škotskog visočja i otočja Vanjskih Hebrida u Škotskoj, a ima duge rogove i dugu, crvenu dlaku. To je izdržljiva pasmina, uzgojena da izdrži teške vremenske uvjete regije. Prva matična knjiga datira iz 1885. Dva različita tipa - manji otočni tip, obično crni, i veći kopneni tip, obično sivo-smeđi - registrirani su kao jedna pasmina. Ova se goveda prvenstveno uzgajaju za govedinu i izvoze se u nekoliko drugih zemalja. Bikovi mogu biti teški do 800 kg, a krave do 500 kg. Mlijeko ima visok udio masti, a meso može sadržavati manje kolesterola nego neke druge pasmine goveda.
Škotsko visinsko govedo potječe od hamitskih dugoroga, koje su neolitski farmeri donijeli u Britaniju u drugom tisućljeću prije Krista, dok je stoka migrirala na sjever kroz Afriku i Europu. Škotsko visinsko govedo povijesno je bilo od velike važnosti za gospodarstvo, budući da su se goveda prvenstveno uzgajala za meso i prodavala u Engleskoj.
Matična knjiga iz 1885. opisuje dva različita tipa škotskog visinskog goveda. Jedan tip bila su zapadna planinska goveda, ili Kyloe, koja potječu i žive uglavnom u Vanjskim Hebridima, koji su imali oštrije uvjete. Ta su goveda obično bila manja, crne boje i zbog svog surovijeg okoliša, imala su dugu dlaku. Ova goveda dobila su ime po praksi preseljenja. „Kyles” su uski vodeni tjesnaci, a stoka se tjera preko njih kako bi došla do tržnice. Drugi tip bio je kopneni; ta su goveda obično bila veća, jer su im pašnjaci davali bogatije hranjive tvari. Dolazili su u raznim bojama, najčešće sivo-smeđoj ili crvenoj. Ti su tipovi sada križani tako da nema jasne razlike.
Od ranog 20. stoljeća, rasplodna stoka se izvozi u mnoge dijelove svijeta, posebno u Australiju i Sjevernu Ameriku. Procjenjuje se da danas u Velikoj Britaniji živi oko 15,000 škotskih visinskih goveda.

## Galerija
- Crni tip
- Duga dlaka pomaže zimi
- Bik, krava i tele
- Govedo na paši